# Ashby Magna
Ashby Magna är en ort och civil parish i Storbritannien.   Den ligger i grevskapet Leicestershire och riksdelen England, i den södra delen av landet, 130 km nordväst om huvudstaden London. Ashby Magna ligger 129 meter över havet och antalet invånare är 294.
Terrängen runt Ashby Magna är platt. Runt Ashby Magna är det ganska tätbefolkat, med 134 invånare per kvadratkilometer. Närmaste större samhälle är Leicester, 14,5 km norr om Ashby Magna. Trakten runt Ashby Magna består till största delen av jordbruksmark.